# Bisante (araldica)
Bisante è un termine utilizzato in araldica per indicare un tondino di metallo. Il nome deriva dal bisante, moneta d'oro coniata a Bisanzio e introdotta in Europa, si dice, dopo che i crociati presero Costantinopoli.
Nelle armi il bisante simboleggia ricchezza e talvolta indica la funzione di Tesoriere o Maggiordomo. Il bisante è utilizzato anche come brisura.

Mastello sormontato da un bisante (Geltwil, Svizzera)
Brisura costituita da un bisante d'oro (famiglia Yorke, conti di Hardwicke)